# Măciuca
Măciuca est une commune roumaine située dans le județ de Vâlcea.